# Чередниченко Анатолій Павлович
Анатолій Павлович Чередниченко (Чередніченко) (15 лютого 1929, місто Одеса — 13 липня 2003, місто Одеса) — український радянський діяч, політолог, секретар Одеського обласного комітету КПУ з ідеології. Доктор філософських наук (1989), професор (1989), завідувач кафедри політичної соціології і права Одеської національної академії харчових технологій, академік Української академії політичних наук (1993).

## Біографія
Народився в родині службовця. Через переїзди батька по роботі, з 1933 року проживав з родиною в різних містах Уралу і Сибіру. У 1947 році закінчив Читинську залізничну середню школу.
У 1947—1952 роках — студент юридичного факультету Одеського державного університету імені Мечникова, здобув кваліфікацію юриста.
З 1951 року — на відповідальній комсомольській роботі: завідувач відділу Одеського міського комітету ЛКСМУ, 1-й секретар Приморського районного комітету ЛКСМУ міста Одеси. 
Член КПРС з 1952 року.
До 1956 року — 1-й секретар Одеського міського комітету ЛКСМУ.
З 1956 року — на відповідальній партійній роботі в місті Одесі. Одночасно перебував на викладацькій роботі: в 1956—1957 роках — асистент кафедри марксизму-ленінізму Одеського педагогічного інституту, в 1957—1958 роках — викладач кафедри політичної економії Одеського сільськогосподарського інституту, в 1958—1962 роках — викладач кафедри політичної економії  Університету марксизму-ленінізму в Одесі.
З 1962 по 1964 рік навчався в аспірантурі в Академії суспільних наук при ЦК КПРС у Москві, там же у 1965 році захистив кандидатську дисертацію на тему «Деякі проблеми підвищення ролі економічних кадрів у вдосконаленні виробництва». У квітні 1965 року Чередниченку присвоєно вчений ступінь кандидата економічних наук, а у липні 1968 року рішенням ВАК затверджено у вченому званні доцента по кафедрі політичної економії.
У 1965 — 6 жовтня 1970 року — завідувач відділу науки та навчальних закладів Одеського обласного комітету КПУ. Одночасно в 1967—1970 роках — доцент кафедри політичної економії Одеського інституту народного господарства.
6 жовтня 1970 — 12 липня 1979 року — секретар Одеського обласного комітету КПУ з питань ідеології.
У липні 1979—1991 роках — завідувач кафедри наукового комунізму Одеського технологічного інституту харчової промисловості імені Ломоносова.
У 1987 році в Московському державному університеті імені Ломоносова Чередниченко успішно захистив докторську дисертацію на тему «Політична культура соціалістичного суспільства: теоретичний аналіз», у квітні 1989 року йому було присвоєно науковий ступінь доктора філософських наук, а в грудні 1989 року — вчене звання професора по кафедрі наукового комунізму.
У 1991—2003 роках — завідувач кафедри політичної соціології і права Одеського технологічного інституту харчової промисловості імені Ломоносова (тепер — Одеської національної академії харчових технологій).
Після обрання в лютому 1993 року академіком Української академії політичних наук, Анатолій Чередниченко створив Південноукраїнську філію Академії політичних наук в місті Одесі.
У 1999 році призначений науковим керівником соціологічної лабораторії Одеської національної академії харчових технологій. Анатолій Чередниченко був членом асоціації політичних наук, науково-методичних рад республіканської та обласної організації товариства «Знання», членом спеціалізованої Ради по захисту кандидатських дисертацій з політології Одеського державного університету імені Мечникова та Одеської державної юридичної академії.
Помер 13 липня 2003 року в місті Одесі.

## Основні праці
- Чередниченко А. П. Некоторые проблемы повышения роли экономических кадров в совершенствовании производства : (На материалах пром-сти СССР) : автор. дис. … канд. экон. наук. Академия общественных наук при ЦК КПСС. Кафедра экон. наук. М.: Мысль, 1964.
- Чередниченко А. П. Экономическая служба и кадры. М.: Экономика, 1965.
- Чередниченко А. П. Экономист — организатор производства. Одесса : Маяк, 1965.
- Чередниченко А. П. Культура активного политического действия. М.: Мысль, 1986.
- Чередниченко А. П. Политическая культура социалистического общества : теоретический анализ : автореф. дис. ... д-ра философ. наук : спец. 09.00.02. МГУ им. М. В. Ломоносова. М., 1987.
- Основные направления и методы гуманизации подготовки специалистов для зарубежных стран : науч.-метод. пособие. В 2-х ч. [Г. В. Ангелов, Л. Л. Блохина, А. П. Чередниченко и др.] ; отв. ред. Г. В. Ангелов. Одесса : ОТИПП им. М. В. Ломоносова, 1991.
- Политическая социология : учеб. пособие под общ. ред. А. П. Чередниченко, Г. В. Ангелова. Киев; Одесса: УМК ВО, 1991.
- Политическая культура: теория и методика формирования : учеб. пособие под общ. ред. А. П. Чередниченко, Г. В. Ангелова, Л. Л. Блохиной. Киев; Одесса: УМК ВО, 1993.

## Нагороди
- два ордени Трудового Червоного Прапора
- орден «Знак Пошани»
- чотири медалі